# Libańska Partia Demokratyczna
Libańska Partia Demokratyczna (arab.:الحزب الديمقراطي اللبناني ; Hizb al-democraty al-lubnany) – partia polityczna w Libanie, założona w 2001 roku przez emira Talala Arslana, oficjalnie ma charakter świecki, ale cieszy się przede wszystkim poparciem części społeczności druzyjskiej, będącej pod zwierzchnictwem książąt Arslan. Partia należy do Bloku Zmian i Reform, związanego sojuszem z prosyryjskim Hezbollahem. W wyborach parlamentarnych w 2009 roku Talal Arslan zdobył mandat z dystryktu Alajh, a trzej inni deputowani reprezentują okręg Babda.
Zobacz też: Socjalistyczna Partia Postępu